# 日高川
日高川（ひだかがわ）は、和歌山県中部を流れる二級水系の本流。総延長では熊野川、紀ノ川に次いで和歌山県を流れる河川の中で3番目であるが、県内だけの長さに限れば最長となる。日本一長い二級河川でもあり、支流の数も約50に上る。水系流域の上流部に奈良県吉野郡十津川村の一部が含まれるが、河川法により和歌山県が県内の区間を指定して管理している。

## 地理
護摩壇山に源を発し、山間部を大きく螺旋状に蛇行する。途中椿山ダムを経て、丹生ノ川、寒川（そうがわ）、初湯川（うぶゆがわ）、三十井川（みそいがわ）、高津尾川、江川などの数多くの支流と合流しつつ、田辺市北部、日高川町、御坊市の河口部にある日高港を経て太平洋に注ぐ。
田辺市龍神村内では龍神温泉がすぐそばに湧き出しており、旅館が建ち並んでいる。また下流部の支流沿いに安珍・清姫伝説で有名な道成寺がある。
一帯には集落も多いが、本流は中流部から川幅が広く流量が多い。河川の水質は良好であり、中下流部では鮎釣りが盛んで、稚魚の放流も行われているほか天然鮎の遡上も見られる。とりわけ椿山ダムより上流は県内屈指の清流として名高く、流域には蛍の生息地が点在する。上流部およびその支流ではアマゴなどの渓流釣りが盛んである。また河口部の干潟ではハマボウの群生が見られる。
河口付近では、山がちな和歌山県にあって県下第二位の面積を成す日高川平野を形成しており、下流部では花卉栽培が盛んである。下流の旧川辺町付近ではミカン、中晩柑類栽培も盛んで若野地区はブランド産地である。中流の支流に位置する大滝川や三十井川、大又谷川などの流域は古くから薪炭製造が盛んで、昨今では南部川流域を凌ぐ、県内最大の備長炭主産地となっている。

## 流域の自治体
和歌山県
田辺市、日高川町、御坊市、美浜町

## 歴史
県下の他の河川同様、上流では古来より林業が盛んで、木材運搬のため筏流しが行われてきた。急流で蛇行が多く、また夏季の雨量が多いため、しばしば流域に甚大な水害をもたらしてきた。
中でも1953年（昭和28年）7月18日の水害（7.18水害と呼ばれる）は死者行方不明者289名という大被害をもたらしている。
治水などのため、1989年（平成元年）に旧美山村(現日高川町初湯川)地内に県内最大の多目的ダムである椿山ダムが建設された。

## トピック
御坊市を走る紀州鉄道にかつて日高川駅があった。日高川河口近くの右岸に位置していたが、1989年（平成元年）3月31日限りで西御坊駅 - 日高川駅間が廃止となり、廃駅となった。

## 道路
- 国道371号（最上流部）
- 国道425号（龍神村安井～龍神村福井）
- 国道424号（中上流部）
- 和歌山県道26号御坊美山線（中流。ほぼ河川に沿う）
- 和歌山県道196号たかの金屋線（中流湾曲部）
- 和歌山県道192号玄子和佐線（中下流右岸）
- 和歌山県道193号船津和佐線（中下流左岸）

## 橋脚
- 天田橋
- 御坊大橋
- 野口新橋
- 野口橋
- 小熊大橋
- 日高川橋
- 若野橋
- 入野橋
- 川辺大橋
- 三百瀬橋
- 千鳥橋
- 坂本橋
- 岡本橋
- 観音寺橋
- 瀧本橋
- 新田橋
- 佐井橋
- 坂野川橋
- 長子橋
- 小釜本橋
- 下田原大橋
- 下田原橋
- 上田原橋
- 三本木橋
- 美山大橋
- 川上橋
- 愛徳橋
- 笠松大橋
- 初湯川大橋
- 金刀比羅橋
- 崎平橋
- 大正橋
- 明神橋
- 上山路橋

など